# Sveti Jožef
Svéti Jóžef je bil po Svetem pismu mož svete Marije, ki je rodila Jezusa. Podatki o Jožefovem rojstvu in smrti niso znani, domnevno je umrl preden je Jezus dopolnil 18 let, saj se v poznejših poglavjih [Svetega pisma ne pojavlja več.
V skladu z verovanjem večine kristjanov je bil Jezus sin Boga in je bil spočet brez prisotnosti moškega, zato se šteje, da je bil Jožef Jezusov krušni oče ali rednik (maloštevilni kristjani to tolmačijo drugače in trdijo, da je bil Jezus Jožefov pravi biološki sin, Božji sin je bil le v duhovnem smislu).
Jožef je z družino stanoval v Nazaretu v Galileji. Sveto pismo navaja, da so bili njegovi predniki iz rodu kralja Davida. Jožef je bil po poklicu obrtnik, po vsej verjetnosti tesar (nekateri trdijo tudi, da gre za napako v prevodu in da je bil v resnici kamnosek). Gotovo je Jezus v mladih letih pomagal Jožefu v delavnici.
Pravoslavni kristjani trdijo, da je bil Jožef ob poroki z Marijo vdovec z več otroki. Te otroke potem Sveto pismo imenuje Jezusovi bratje in sestre (glej Jezusov življenjepis). Iz pojmovanja, da je bil Jožef vdovec, izhaja tudi prepričanje, da je bil ob poroki z Marijo precej starejši od nje.
Katoliki Jožefu raje pripisujejo čistost - namreč, da nikoli ni imel spolnih odnosov.
Protestanti o tem nimajo popolnoma izoblikovanega mnenja, poudarjajo pa Sveto pismo, ki navaja, da Jožef in Marija nista imela spolnih odnosov pred Jezusovim rojstvom (glej Mt 1,25).

## Čaščenje
Svetega Jožefa imenujemo tudi Jožef delavec in velja za zaščitnika vseh ročnih delavcev in obrtnikov, pa tudi kot priprošnjik za lahko smrt.
Rimskokatoliška cerkev praznuje god svetega Jožefa 19. marca, praznik Jožefa Delavca pa 1. maja. Pravoslavne Cerkve se spominjajo svetega Jožefa na prvo nedeljo po Božiču - ta nedelja je v Rimskokatoliški Cerkvi znana kot nedelja Svete družine.
V Sloveniji je sv. Jožefu posvečeno veliko cerkva. Največja je cerkev sv. Jožefa, Ljubljana na Poljanah, ki je zgrajena in opremljena po načrtih arhitekta Jožeta Plečnika.
Narodno svetišče sv. Jožefa Cerkve v Hrvatih se nahaja v Karlovcu.